# Иннис, Джефф
Джеффри Дэвид Иннис (англ. Jeffrey David Innis; 5 июля 1962, Декейтер, Иллинойс — 30 января 2022, Досонвилл, Джорджия) — американский бейсболист, играл на позиции питчера. С 1987 по 1993 год выступал в Главной лиге бейсбола в составе клуба «Нью-Йорк Метс».

## Биография

### Ранние годы и начало карьеры
Джеффри Иннис родился 5 июля 1962 года в Декейтере в штате Иллинойс. Младший из двух сыновей в семье. Его отец Питер Иннис играл в американский футбол и бейсбол на любительском уровне, позднее работал учителем и тренером школьных команд. Мать Джун тоже работала учительницей, специализировалась на речевой и языковой терапии. Он окончил старшую школу имени Дуайта Эйзенхауэра, учился в Иллинойсском университете. За студенческую команду Иннис играл реливером. В 1982 он установил рекорд университета, сделав девять сейвов за сезон. В летние месяцы он играл в студенческой лиге Кейп-Кода.
В 1983 году на драфте Главной лиги бейсбола Иннис был выбран «Нью-Йорк Метс» в тринадцатом раунде. Первой командой в его профессиональной карьере стали «Литл-Фолс Метс» из Лиги Нью-Йорка и Пенсильвании. В 28 матчах сезона он одержал восемь побед и сделал восемь сейвов при показателе пропускаемости 1,37. В 1984 году его перевели на уровень AA-лиги, где Иннис адаптировался с трудом: в 42 играх он тоже сделал восемь сейвов, но на шесть побед пришлось пять поражений, а показатель ERA вырос до 4,25.
Его снова перевели уровнем ниже. В 1985 году в составе «Линчберг Метс» Иннис провёл 53 игры, сделав 14 сейвов. В следующем сезоне, играя за «Джексон Метс», он установил рекорд клуба, записав на свой счёт уже 25 сейвов в 56 матчах. Его также включили в состав сборной звёзд Техасской лиги. В тот период Иннис изменил механику своей подачи. В первые годы он бросал мячи снизу, так называемые сабмарины (англ. Submarine pitch), а позднее перешёл на боковой бросок. Во время игры за «Джексон» тренер Гленн Эбботт научил Инниса бросать синкер.

### Главная лига бейсбола
Сезон 1987 года Иннис начал на уровне AAA-лиги в «Тайдуотер Тайдс». В первые два месяца чемпионата он сыграл в 29 матчах, сделав пять сейвов при ERA 2,03. В мае его вызвали в основной состав «Метс» и он дебютировал в Главной лиге бейсбола. В следующие четыре сезона его неоднократно переводили из одной команды в другую.
В своём первом чемпионате на высшем уровне он сыграл в 17 матчах с одним поражением и пропускаемостью 3,16. В мае 1987 года Иннис первый и единственный раз в карьере вышел на поле в качестве стартового питчера. В 1988 году он принял участие в 12 играх «Метс», в следующем сезоне — в 29 играх. Большую часть этого отрезка карьеры Иннис пребывал в тени другого реливера «Метс», обладавшего схожей техникой броска — Терри Лича.
В сезоне 1990 года он сыграл в 18 матчах регулярного чемпионата с показателем ERA 2,39 и сделал свой первый сейв в Главной лиге бейсбола. Наконец, 1991 год стал первым, который Иннис полностью провёл в основном составе клуба. Его роль в команде выросла после того, как из-за травмы выбыл клоузер Джон Франко. В 69 проведённых играх он потерпел два поражения при пропускаемости 2,66. Иннис вошёл в историю, став первым питчером, который сыграл более 60 матчей за сезон без побед и сейвов. В межсезонье отсутствие этих статистических показателей сыграло против него во время арбитражного спора о сумме заработной платы.
В сезоне 1992 года Иннис установил новый рекорд клуба, сыграв в 76 матчах. Это достижение продержалось до 1999 года и было побито Терком Уэнделлом. На его счету было шесть побед и девять поражений при ERA 2,86. В 1993 году, последнем для Инниса в «Метс», он провёл 67 игр. После окончания сезона клуб не стал предлагать ему новый контракт и он получил статус свободного агента.
В феврале 1994 года он заключил контракт с «Миннесотой», вице-президентом которой был Терри Райан, в прошлом скаут, по инициативе которого «Метс» задрафтовали Инниса. В основной состав клуба по итогам сборов он пробиться не смог, но снова вошёл в историю, став первым питчером, пропустившим хит от Майкла Джордана. После отчисления Иннис подумывал о завершении карьеры, но жена уговорила его попробовать свои силы в одной из команд младших лиг.
Сезон 1994 года он провёл в командах «Солт-Лейк Базз» и «Лас-Вегас Старз». В ноябре Иннис подписал контракт с «Филадельфией» и следующий чемпионат начал в фарм-команде «Скрэнтон/Уилкс-Барре Ред Бэронс». Сыграв 15 матчей, в мае 1995 года он покинул клуб и окончательно завершил игровую карьеру.

### После бейсбола
После ухода из спорта Иннис поселился в Джорджии, где работал в компании, занимавшейся страхованием бизнеса. Дополнительным источником дохода для него была собственная школа питчеров. Вместе с супругой Келли, в браке с которой он состоял с 1992 по 2005 год, они вырастили сына и дочь.
В 2017 году Иннису диагностировали рак. Скончался он 30 января 2022 года в возрасте 59 лет.